# البرا (کالیفرنیا)
البرا، کالیفرنیا (به انگلیسی: Albrae, California) یک محدوده ثبت‌نشده در ایالات متحده آمریکا است که در ایالت کالیفرنیا واقع شده‌است.

## خصوصیات
البرا ۳ متر بالاتر از سطح دریا واقع شده‌است.